# 松平家広
松平 家広（まつだいら いえひろ）は、安土桃山時代の武将。桜井松平家6代当主。

## 生涯
天正5年（1577年）、4代当主・松平忠正の子として誕生。母は徳川家康の異父妹（久松俊勝の娘）である多劫姫。
出生の年に父・忠正が死去した。このため、叔父にあたる忠吉が家督を継ぎ、多劫姫を娶った。忠吉と多劫姫の間には、家広の異父弟にあたる松平信吉・松平忠頼の兄弟が生まれた。
天正10年（1582年）6月24日、忠吉も24歳で没した。家広は5歳で家督を継いだが依然として幼少であり、叔父にあたる松平忠広が後見に当たった。この年の甲斐への出兵（天正壬午の乱）には忠広が従っている。なお、忠広はのちに「ゆえありて遁世」したという。
天正11年（1583年）7月3日、家臣の堀重純（小三郎）に家康の御朱印状が出され、桜井松平家の家政を執行することとなった。天正12年（1584年）の小牧の戦いでは酒井忠次の軍勢に加わり、家広の配下は敵兵を多く討ち取る功績を挙げた。
天正18年（1590年）、徳川家康の関東入封に伴って武蔵国松山城を与えられ、1万石を領した（武蔵松山藩。天正19年（1591年）の九戸政実の乱に出陣し、中新田城（現在の宮城県加美町）の城番を務めた。
慶長6年（1601年）6月14日、25歳で死去。『寛永諸家系図伝』や『寛政重修諸家譜』編纂時の呈譜では、家広は病によって異父弟の忠頼に家督を譲ったと記されており、慶長5年（1600年）の関ヶ原の戦いには忠頼が従っている。『寛政譜』が記載する「或説」によれば、家広は「ゆえありて」家康の勘気を蒙ったために慶長6年（1601年）6月14日に自害し、無嗣のために家が絶えた（忠頼が絶家した家広の所領を賜った）という。